# Shaanxi
Lo Shaanxi (陝西省T, 陕西省S, Shǎnxī shěngP) è una provincia nordoccidentale della Repubblica Popolare Cinese e comprende parti dell'altopiano Loess, lungo il corso intermedio del Fiume Giallo, e la catena montuosa meridionale Qinling.
È noto anche come 秦S Qín dall'antico stato ivi esistente. Il nome attuale deriva da 陕 Shǎn, l'omonimo passo, oggi nello Henan, a (nord)ovest (西 xī) del quale si estendono le terre dello Shaanxi, che quindi letteralmente significa "a ovest dello Shǎn". 
Secondo le regole dell'unico sistema ufficiale di traslitterazione del cinese, il pinyin, lo Shanxi (già noto precedentemente al mondo occidentale come "Shensi" e "Chengsi") andrebbe scritto Shǎnxī. La forma Shaanxi è stata adottata in maniera del tutto non ufficiale per differenziarlo dallo Shānxī, all'occhio del lettore occidentale.

## Amministrazione
Suddivisione amministrativa della provincia dello Shaanxi:
| Mappa | #         | Nome   | Hanzi         | Hanyu Pinyin           | Capoluogo amministrativo | Tipo |
| ----- | --------- | ------ | ------------- | ---------------------- | ------------------------ | ---- |
|       |           |        |               |                        |                          |      |
| 1     | Xi'an     | 西安市 | Xī'ān Shì     | Distretto di Weiyang   | Città sub-provinciale    |      |
| 2     | Ankang    | 安康市 | Ānkāng Shì    | Distretto di Hanbin    | Città-prefettura         |      |
| 3     | Baoji     | 宝鸡市 | Bǎojī Shì     | Distretto di Weibin    | Città-prefettura         |      |
| 4     | Hanzhong  | 汉中市 | Hànzhōng Shì  | Distretto di Hantai    | Città-prefettura         |      |
| 5     | Shangluo  | 商洛市 | Shāngluò Shì  | Distretto di Shangzhou | Città-prefettura         |      |
| 6     | Tongchuan | 铜川市 | Tóngchuān Shì | Distretto di Yaozhou   | Città-prefettura         |      |
| 7     | Weinan    | 渭南市 | Wèinán Shì    | Distretto di Linwei    | Città-prefettura         |      |
| 8     | Xianyang  | 咸阳市 | Xiányáng Shì  | Distretto di Qindu     | Città-prefettura         |      |
| 9     | Yan'an    | 延安市 | Yán'ān Shì    | Distretto di Baota     | Città-prefettura         |      |
| 10    | Yulin     | 榆林市 | Yúlín Shì     | Distretto di Yuyang    | Città-prefettura         |      |

## Storia
La provincia dello Shaanxi e la città di Xian sono considerate due delle culle originarie della civilizzazione cinese.  In circa 1 100 anni, tredici dinastie feudali stabilirono le loro capitali nel territorio della provincia. Lo Shaanxi è anche il punto di partenza della Via della seta che conduce in Europa, Arabia e Africa.
Il territorio dello Shaanxi divenne una provincia durante il dominio mongolo del XIII secolo. Le guerre e la carestia degli anni seguenti decimarono la popolazione della provincia. Questo favorì l'emergere di gruppi etnici minori come musulmani e cinesi hui. La consistenza di questi gruppi etnici è ancora evidente nella composizione odierna della popolazione dello Shaanxi.
La provincia del Gansu amministrò il territorio dello Shaanxi sotto il regno della Dinastia Ming. Le due province furono separate durante il periodo della Dinastia Qing.
Il 24 gennaio 1556 uno dei più devastanti terremoti della storia colpì la provincia dello Shaanxi, nei pressi di Hua Shan (Weinan). Si stima che morirono circa 830 000 persone.

## Geografia e clima
Da nord a sud il territorio della provincia dello Shaanxi è caratterizzato da: deserto lungo il confine settentrionale con la Mongolia Interna; l'altopiano del Loess nel centro; la catena montuosa di Qinling che si estende in direzione est-ovest; una regione subtropicale a sud della catena di Qinling.
L'area settentrionale dello Shaanxi presenta un clima invernale freddo e asciutto ed estati torride.
Le regioni settentrionali generalmente godono di maggiori precipitazioni piovose.
La temperatura media annua oscilla tra i 9 °C e i 16 °C; le temperature di gennaio sono comprese tra i −11 °C e i 3,5 °C; le temperature di luglio variano tra i 21 °C e i 28 °C.
Le città principali della provincia, oltre alla capitale Xian, sono:
- Baoji
- Hanzhong
- Lintong
- Tongchuan
- Xianyang
- Yan'an
- Ankang

## Economia
Il PIL nominale della provincia dello Shaanxi nel 2003 ammontava a 239,9 miliardi di renminbi, il PIL pro capite a circa 6 536 renminbi.

### Turismo
I siti di maggiore interesse turistico della provincia dello Shaanxi sono:
- Banpo, villaggio neolitico vicino a Xian;
- la Pagoda Daqin;
- il Mausoleo Imperiale o Mausoleo Zhao;
- il monte Huashan, una delle cinque montagne sacre della Cina. Ubicati tra le sue alture troviamo 20 templi taoisti e 72 grotte, nelle quali i monaci si rifugiavano per condurre una vita da eremiti;
- il monte Taibaishan, la vetta più alta della catena Qinling;
- il Mausoleo e il Museo dell'Esercito di Terracotta del Primo Imperatore Qin a Xian (Patrimoni dell'umanità);
- la città di Xian con le mura, la Grande Moschea, le torri Bell e Drum, il museo "Foresta delle stele di pietra", il Museo Storico dello Scensi, la Grande Pagoda dell'Oca Selvatica;
- Yan'an, luogo di destinazione della Lunga Marcia e il centro della rivoluzione comunista dal 1935 al 1948.

## Società

### Evoluzione demografica
La maggior parte degli abitanti dello Shaanxi è di etnia cinese Han.
Tra le minoranze etniche vi sono cinesi Hui (soprattutto nella regione di nord-ovest vicino a Nigxia) e musulmani. Le regioni meridionali, compresa la capitale Xian, sono maggiormente popolate rispetto alle aree settentrionali.

## Cultura
L'opera Qinqiang è un'opera rappresentativa popolare tipica dello Shaanxi.
Alla provincia è stato intitolato l'asteroide 2263 Shaanxi.